# 武士道 (公司)

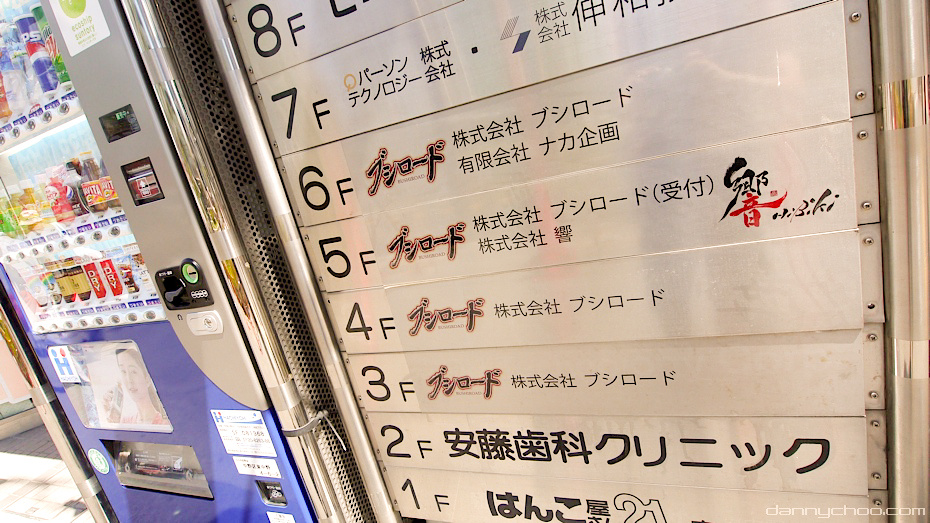
和興東中野大廈舊址。当時持股公司名稱還是「有限会社ナカ企画」（攝於2010年8月）。

2017年之前的日文标志。

2017年之前的英文标志。

株式會社武士道（日語：／英語：），簡稱「BR社」，是日本一家主要從事卡片遊戲、交換卡片、遊戲軟體以及角色等周邊商品開發、製作、販買的企業。

## 概要

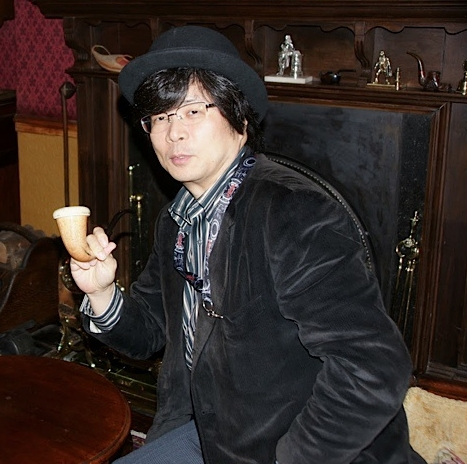
木谷高明

Broccoli創業者木谷高明因經營不善，被迫易主出走而成立的公司。木谷高明矢志要實現未完成的《熱風海陸》企劃，經已故作者吉田直雙親同意，新公司採其作品命名，遂以主題曲為社歌、公司沿用該名稱和標識，漢字表記「武士道」（Bushi（武士）＋road（道））。不僅卡片遊戲相關及軟體的業務，也是動畫常見的贊助商。

## 沿革
- 2002年10月1日，「有限会社Naka企画」創立，為木谷家的資產管理公司。[5]
- 2007年5月18日，株式會社武士道設立，由Naka企画持股運作。
- 2009年3月9日，「株式会社響」（Hibiki Inc.）設立。
- 2011年：
  - 11月12日，在新加坡成立「Bushiroad South East Asia Pte., Ltd.」（Bushiroad SEA）。
  - 12月27日，有限会社Naka企画更名為「株式会社武士道出版集團」（Bushiroad Group Publishing Inc.）。[6]
- 2012年：
  - 1月31日，入主「新日本職業摔角株式会社」（New Japan Pro-Wrestling Co., Ltd.）。[5][6]
  - 5月18日，於美國洛杉磯成立「Bushiroad USA Inc.」。
  - 10月1日，「株式会社響音樂」（Hibiki Music Inc.）設立。
- 2013年：
  - 6月1日，響更名「武士道媒體」（Bushiroad Media）。
  - 9月17日，官報公告武士道出版集團與武士道合併[7][8]，於11月1日正式完成[9]；11月26日，英文官網上線載明[10]。
- 2014年8月1日，響音樂更名「武士道音樂」（Bushiroad Music）[11]。
- 2019年7月29日，在东京证券交易所上市[12]。
- 2021年3月16日，購入「FrontWing Co.,Ltd.」（株式会社フロントウイング）50.625%股權，並於4月1日將旗下部門FrontWing Lab（フロントウイングラボ）作為子公司經營。[13]

## 組織架構
- 株式會社武士道[10]
- 株式会社武士道媒體
- 株式会社武士道音樂
- Bushiroad South East Asia Pte., Ltd.
- Bushiroad USA Inc.
- 新日本職業摔角株式会社
- 株式會社FrontWing Lab（持股50.625%）

## 主力商品

### 卡片游戏、集换卡牌
2021年之后主要推广的TCG。
- 卡片戰鬥!! 先導者（Cardfight!! Vanguard，VG）
- 黑與白（Weiß Schwarz，WS）
- Re:birth

#### 已终止运营的TCG
- 未來卡片 戰鬥夥伴（Future Card Buddyfight，BF）（2020年6月16日武士道宣布2020年8月11日发售特别包「Revival Buddies」之后停止相关的商品展开并宣布在2022年4月30日终止运营[14]）
- 職業摔角王者（KING OF PRO-WRESTLING，KP）
- 魔物大全（MONSTER COLLECTION，MC）
- 勝利火花（VICTORY SPARK，VS）
- ChaosTCG
- †ALICE†
- FIVE qross（FQ）
- 幸运与逻辑（L&L）
- Dragoborne -Rise to Supremacy-

### 电子游戏
- 侦探歌剧 少女福尔摩斯
- Chaos Online/Chaos Heroes Online

### 手机游戏
- Love Live! 學園偶像祭（2013年）
- Chaos TCG
- TOYS Driver
- BanG Dream! 少女樂團派對（2017年）
- 戰姬絕唱SYMPHOGEAR XD UNLIMITED（2017年）
- 少女☆歌劇 Revue Starlight -Re LIVE-（2018年）
- Love Live! 學園偶像祭 ALL STARS（2019年）
- D4DJ Groovy Mix（2020年）

## 外部連結
- 武士道官網 （页面存档备份，存于） （日語） （英文）
- 武士道的X（前Twitter） （日語）
- YouTube上的武士道頻道 （日語）
- 武士道的Facebook專頁